# Linda Blom
Linda Blom, född 21 december 1976, är en svensk tidigare fotbollsspelare i damallsvenskan. Hon spelade 177 allsvenska matcher under 12 års tid och gjorde 42 mål.

## Klubbar
- Månkarbo IF (moderklubb)
- Ullfors IK
- Bälinge IF
- Malmö FF
- Bälinge IF
- Djurgårdens IF